# Eén kopje koffie
Eén kopje koffie is de op een na succesvolste plaat van de Nederlandse band VOF de Kunst, na de single Suzanne uit 1983. De tekst van het nummer, geschreven door cabaretier Erik van Muiswinkel, bezingt op ironische wijze koffie als een drug ("het pure spul, dus zonder de suiker") die echter geen ergere consequenties heeft dan een "nette verslaving". De muziek is van de Brazilianen Roberto Carlos en Erasmo Carlos, die er in 1985 in eigen land de hit Verde e Amarelo mee hadden. De titel van het origineel ("Groen en geel") verwees naar de kleuren van de Braziliaanse vlag.

## Musici
De band bestond uit:
- Nol Havens - zang
- Fred Berger, Ferdi Lancee - gitaar
- Roel Jongenelen - basgitaar
- Frans Baudoin - toetsinstrumenten
- Henry van Bergen - slagwerk

## Achtergrond
Het nummer werd in juni 1987 op vinylsingle uitgebracht en werd een hit in Nederland en België (Vlaanderen).
In Nederland was de plaat op zondag 14 juni 1987 de 178e Speciale Aanbieding bij de KRO op Radio 3 en werd een hit in de destijds twee landelijke hitlijsten op de nationale publieke popzender. De plaat bereikte de 7e positie in de Nationale Hitparade Top 100 en piekte op een 5e positie in de Nederlandse Top 40. In de Europese hitlijst op Radio 3, de TROS Europarade, werd géén notering behaald aangezien deze lijst op donderdag 25 juni 1987 voor de laatste keer werd uitgezonden.
In België (Vlaanderen) bereikte de plaat de 10e positie in de voorloper van de Vlaamse Ultratop 50 en de 12e positie in de Vlaamse Radio 2 Top 30. 
In de sinds december 1999 jaarlijks uitgezonden NPO Radio 2 Top 2000 van de Nederlandse publieke radiozender NPO Radio 2 stond plaat tot nu toe van 1999 t/m 2008 in de lijst der lijsten genoteerd, met als hoogste notering een 781e positie in 1999.

## Hitnoteringen

### Nederlandse Top 40
| Hitnotering: 18-06-1987 t/m 19-09-1987 | Hitnotering: 18-06-1987 t/m 19-09-1987 | Hitnotering: 18-06-1987 t/m 19-09-1987 | Hitnotering: 18-06-1987 t/m 19-09-1987 | Hitnotering: 18-06-1987 t/m 19-09-1987 | Hitnotering: 18-06-1987 t/m 19-09-1987 | Hitnotering: 18-06-1987 t/m 19-09-1987 | Hitnotering: 18-06-1987 t/m 19-09-1987 | Hitnotering: 18-06-1987 t/m 19-09-1987 | Hitnotering: 18-06-1987 t/m 19-09-1987 | Hitnotering: 18-06-1987 t/m 19-09-1987 | Hitnotering: 18-06-1987 t/m 19-09-1987 |
| Week                                   | 1                                      | 2                                      | 3                                      | 4                                      | 5                                      | 6                                      | 7                                      | 8                                      | 9                                      | 10                                     |                                        |
| -------------------------------------- | -------------------------------------- | -------------------------------------- | -------------------------------------- | -------------------------------------- | -------------------------------------- | -------------------------------------- | -------------------------------------- | -------------------------------------- | -------------------------------------- | -------------------------------------- | -------------------------------------- |
| Nummer                                 | 27                                     | 18                                     | 13                                     | 9                                      | 5                                      | 5                                      | 7                                      | 13                                     | 21                                     | 34                                     | uit                                    |

### Nationale Hitparade Top 100
| Hitnotering: 02-07-1987 t/m 08-10-1987 | Hitnotering: 02-07-1987 t/m 08-10-1987 | Hitnotering: 02-07-1987 t/m 08-10-1987 | Hitnotering: 02-07-1987 t/m 08-10-1987 | Hitnotering: 02-07-1987 t/m 08-10-1987 | Hitnotering: 02-07-1987 t/m 08-10-1987 | Hitnotering: 02-07-1987 t/m 08-10-1987 | Hitnotering: 02-07-1987 t/m 08-10-1987 | Hitnotering: 02-07-1987 t/m 08-10-1987 | Hitnotering: 02-07-1987 t/m 08-10-1987 | Hitnotering: 02-07-1987 t/m 08-10-1987 | Hitnotering: 02-07-1987 t/m 08-10-1987 | Hitnotering: 02-07-1987 t/m 08-10-1987 | Hitnotering: 02-07-1987 t/m 08-10-1987 | Hitnotering: 02-07-1987 t/m 08-10-1987 | Hitnotering: 02-07-1987 t/m 08-10-1987 | Hitnotering: 02-07-1987 t/m 08-10-1987 |
| Week                                   | 1                                      | 2                                      | 3                                      | 4                                      | 5                                      | 6                                      | 7                                      | 8                                      | 9                                      | 10                                     | 11                                     | 12                                     | 13                                     | 14                                     | 15                                     |                                        |
| -------------------------------------- | -------------------------------------- | -------------------------------------- | -------------------------------------- | -------------------------------------- | -------------------------------------- | -------------------------------------- | -------------------------------------- | -------------------------------------- | -------------------------------------- | -------------------------------------- | -------------------------------------- | -------------------------------------- | -------------------------------------- | -------------------------------------- | -------------------------------------- | -------------------------------------- |
| Nummer                                 | 70                                     | 47                                     | 18                                     | 14                                     | 10                                     | 7                                      | 7                                      | 7                                      | 9                                      | 15                                     | 23                                     | 27                                     | 43                                     | 56                                     | 86                                     | uit                                    |

### Vlaamse Radio 2 Top 30
| Hitnotering: 29-07-1987 t/m 10-10-1987 | Hitnotering: 29-07-1987 t/m 10-10-1987 | Hitnotering: 29-07-1987 t/m 10-10-1987 | Hitnotering: 29-07-1987 t/m 10-10-1987 | Hitnotering: 29-07-1987 t/m 10-10-1987 | Hitnotering: 29-07-1987 t/m 10-10-1987 | Hitnotering: 29-07-1987 t/m 10-10-1987 | Hitnotering: 29-07-1987 t/m 10-10-1987 | Hitnotering: 29-07-1987 t/m 10-10-1987 |
| Week                                   | 1                                      | 2                                      | 3                                      | 4                                      | 5                                      | 6                                      | 7                                      |                                        |
| -------------------------------------- | -------------------------------------- | -------------------------------------- | -------------------------------------- | -------------------------------------- | -------------------------------------- | -------------------------------------- | -------------------------------------- | -------------------------------------- |
| Nummer                                 | 22                                     | 19                                     | 13                                     | 13                                     | 12                                     | 13                                     | 26                                     | uit                                    |

### Vlaamse Ultratop 50
| Hitnotering: 29-08-1987 t/m 31-10-1987 | Hitnotering: 29-08-1987 t/m 31-10-1987 | Hitnotering: 29-08-1987 t/m 31-10-1987 | Hitnotering: 29-08-1987 t/m 31-10-1987 | Hitnotering: 29-08-1987 t/m 31-10-1987 | Hitnotering: 29-08-1987 t/m 31-10-1987 | Hitnotering: 29-08-1987 t/m 31-10-1987 | Hitnotering: 29-08-1987 t/m 31-10-1987 | Hitnotering: 29-08-1987 t/m 31-10-1987 | Hitnotering: 29-08-1987 t/m 31-10-1987 | Hitnotering: 29-08-1987 t/m 31-10-1987 | Hitnotering: 29-08-1987 t/m 31-10-1987 |
| Week                                   | 1                                      | 2                                      | 3                                      | 4                                      | 5                                      | 6                                      | 7                                      | 8                                      | 9                                      | 10                                     |                                        |
| -------------------------------------- | -------------------------------------- | -------------------------------------- | -------------------------------------- | -------------------------------------- | -------------------------------------- | -------------------------------------- | -------------------------------------- | -------------------------------------- | -------------------------------------- | -------------------------------------- | -------------------------------------- |
| Nummer                                 | 23                                     | 17                                     | 11                                     | 10                                     | 10                                     | 16                                     | 22                                     | 24                                     | 30                                     | 40                                     | uit                                    |

### NPO Radio 2 Top 2000
| Nummer met noteringen in de NPO Radio 2 Top 2000 | '99 | '00 | '01  | '02  | '03  | '04  | '05  | '06  | '07  | '08  |
| ------------------------------------------------ | --- | --- | ---- | ---- | ---- | ---- | ---- | ---- | ---- | ---- |
| Eén kopje koffie                                 | 781 | 883 | 1263 | 1705 | 1776 | 1401 | 1328 | 1446 | 1550 | 1456 |

1. ↑  Een vetgedrukt getal geeft de hoogste notering aan.
2. ↑  Deze tabel is bijgewerkt tot en met de meest recente editie (2024).